# Saint-Georges-de-Mons
Saint-Georges-de-Mons è un comune francese di 2 257 abitanti situato nel dipartimento del Puy-de-Dôme nella regione dell'Alvernia-Rodano-Alpi.

## Società

### Evoluzione demografica
Abitanti censiti